# Kurtan
Kurtan – wieś w Armenii, w prowincji Lorri. W 2011 roku liczyła 2117 mieszkańców.